# Team Saxo Bank/Saison 2010
Dieser Artikel listet Erfolge und Mannschaft des Radsportteams Saxo Bank in der Saison 2010 auf.

## Erfolge

### Erfolge im UCI World Calendar
| Datum          | Rennen                           | Fahrer               |
| -------------- | -------------------------------- | -------------------- |
| 25. März       | 3. Etappe Volta a Catalunya      | Jens Voigt           |
| 28. März       | 6. Etappe Volta a Catalunya      | Juan José Haedo      |
| 4. April       | Ronde van Vlaanderen             | Fabian Cancellara    |
| 11. April      | Paris–Roubaix                    | Fabian Cancellara    |
| 30. April      | 3. Etappe Tour de Romandie (EZF) | Richie Porte         |
| 16. Mai        | 8. Etappe Giro d’Italia          | Chris Anker Sørensen |
| 30. Mai        | 21. Etappe Giro d’Italia         | Gustav Erik Larsson  |
| 8. Juni        | 2. Etappe Critérium du Dauphiné  | Juan José Haedo      |
| 12. Juni       | 1. Etappe Tour de Suisse (EZF)   | Fabian Cancellara    |
| 14. Juni       | 3. Etappe Tour de Suisse         | Fränk Schleck        |
| 12. – 20. Juni | Gesamtwertung Tour de Suisse     | Fränk Schleck        |
| 3. Juli        | Prolog Tour de France            | Fabian Cancellara    |
| 11. Juli       | 8. Etappe Tour de France         | Andy Schleck         |
| 22. Juli       | 17. Etappe Tour de France        | Andy Schleck         |
| 24. Juli       | 19. Etappe (EZF) Tour de France  | Fabian Cancellara    |

### Erfolge in den Continental Circuits
| Datum           | Rennen                                          | Kat. | Fahrer              |
| --------------- | ----------------------------------------------- | ---- | ------------------- |
| 14.–19. Februar | Gesamtwertung Tour of Oman                      | 2.1  | Fabian Cancellara   |
| 21. Februar     | Mumbai Cyclothon                                | 1.2  | Juan José Haedo     |
| 24. Februar     | 4. Etappe Ruta del Sol (EZF)                    | 2.1  | Alex Rasmussen      |
| 24. März        | Dwars door Vlaanderen                           | 1.1  | Matti Breschel      |
| 27. März        | E3 Prijs Vlaanderen                             | 1.HC | Fabian Cancellara   |
| 5. April        | Rund um Köln                                    | 1.1  | Juan José Haedo     |
| 1. Mai          | Grand Prix Herning                              | 1.1  | Alex Rasmussen      |
| 5. Mai          | 1. Etappe Quatre Jours de Dunkerque             | 2.HC | Alex Rasmussen      |
| 7. Mai          | 3. Etappe Quatre Jours de Dunkerque             | 2.HC | Alex Rasmussen      |
| 4. Juni         | 2. Etappe Luxemburg-Rundfahrt                   | 2.HC | Fränk Schleck       |
| 23. Juni        | Schwedische Meisterschaft – Einzelzeitfahren    | NC   | Gustav Erik Larsson |
| 24. Juni        | Dänische Meisterschaft – Einzelzeitfahren       | NC   | Jakob Fuglsang      |
| 24. Juni        | Luxemburgische Meisterschaft – Einzelzeitfahren | NC   | Andy Schleck        |
| 24. Juni        | Polnische Meisterschaft – Einzelzeitfahren      | NC   | Jarosław Marycz     |
| 27. Juni        | Dänische Meisterschaft – Straßenrennen          | NC   | Nicki Sørensen      |
| 27. Juni        | Luxemburgische Meisterschaft – Straßenrennen    | NC   | Fränk Schleck       |
| 17. Juli        | Vuelta a la Comunidad de Madrid                 | 2.1  | Gustav Erik Larsson |
| 6. August       | 3. Etappe Post Danmark Rundt                    | 2.HC | Matti Breschel      |
| 4.–8. August    | Gesamtwertung Post Danmark Rundt                | 2.HC | Jakob Fuglsang      |
| 18. August      | 2. Etappe Tour du Limousin                      | 2.1  | Gustav Erik Larsson |
| 17.–20. August  | Gesamtwertung Tour du Limousin                  | 2.1  | Gustav Erik Larsson |

### Zugänge – Abgänge
| Zugänge               | Team 2009            | Abgänge            | Team 2010                       |
| --------------------- | -------------------- | ------------------ | ------------------------------- |
| Jonas Aaen Jørgensen  | Team Capinordic      | Jason McCartney    | Team RadioShack                 |
| Laurent Didier        | Team Designa Køkken  | Jurgen Van Goolen  | Omega Pharma-Lotto              |
| Baden Cooke           | Vacansoleil          | Lars Bak           | Team HTC-Columbia               |
| Lucas Sebastian Haedo | Colavita/Sutter Home | Matthew Goss       | Team HTC-Columbia               |
| Richie Porte          | Praties              | Alexander Kolobnew | Katjuscha                       |
| Jarosław Marycz       | Neoprofi             | Kurt Asle Arvesen  | Sky ProCycling                  |
|                       |                      | Karsten Kroon      | BMC Racing Team                 |
|                       |                      | Lasse Bøchman      | Glud & Marstrand-LRØ Rådgivning |
|                       |                      | Marcus Ljungqvist  | Karriereende                    |

### Mannschaft
| Name                  | Geburtstag         | Nationalität           |
| --------------------- | ------------------ | ---------------------- |
| Jonathan Bellis       | 16. August 1988    | Vereinigtes Königreich |
| Matti Breschel        | 31. August 1984    | Dänemark               |
| Fabian Cancellara     | 18. März 1981      | Schweiz                |
| Baden Cooke           | 12. Oktober 1978   | Australien             |
| Laurent Didier        | 19. Juli 1984      | Luxemburg              |
| Jakob Fuglsang        | 22. März 1985      | Dänemark               |
| Juan José Haedo       | 26. Januar 1981    | Argentinien            |
| Lucas Sebastián Haedo | 18. April 1983     | Argentinien            |
| Frank Høj             | 4. Januar 1973     | Dänemark               |
| Jonas Aaen Jørgensen  | 20. April 1986     | Dänemark               |
| Dominic Klemme        | 31. Oktober 1986   | Deutschland            |
| Kasper Klostergård    | 22. Mai 1983       | Dänemark               |
| Gustav Erik Larsson   | 20. September 1980 | Schweden               |
| Anders Lund           | 14. Februar 1985   | Dänemark               |
| Jarosław Marycz       | 17. April 1987     | Polen                  |
| Michael Mørkøv        | 30. April 1985     | Dänemark               |
| Stuart O’Grady        | 6. August 1973     | Australien             |
| Richie Porte          | 30. Januar 1985    | Australien             |
| Alex Rasmussen        | 9. Juni 1984       | Dänemark               |
| Andy Schleck          | 10. Juni 1985      | Luxemburg              |
| Fränk Schleck         | 15. April 1980     | Luxemburg              |
| Chris Anker Sørensen  | 5. September 1984  | Dänemark               |
| Nicki Sørensen        | 14. Mai 1975       | Dänemark               |
| André Steensen        | 12. Oktober 1987   | Dänemark               |
| Jens Voigt            | 17. September 1971 | Deutschland            |

## Trikot

2010